# دشت‌خوان سبزکلاه
دشت‌خوان سبزکلاه (نام علمی: Eremomela scotops) نام یک گونه از سرده دشت‌خوان است.